# オキサゾロン

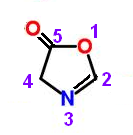
5-(4H)-オキサゾロンの構造

オキサゾロン(Oxazolone)は、分子式C3H3NO2で表される化合物である。カルボニル基の位置により3つの異性体があり、また二重結合の位置によりさらに2つの異性体がある。
- 2-(3H)オキサゾロン
- 2-(5H)オキサゾロン
- 4-(5H)オキサゾロン
- 5-(2H)オキサゾロン
- 5-(4H)オキサゾロン

4-エトキシメチレン-2-フェニルオキサゾール-5-オンの構造

5-(4H)オキサゾロン誘導体である4-エトキシメチレン-2-フェニルオキサゾール-5-オンは、免疫学実験、特に遅延型過敏症の実験に化学アレルゲンとして用いられる。